# Punto Radio
Punto Radio fue una cadena generalista de radio española perteneciente al grupo Vocento. En su accionariado además participaba el periodista Luis del Olmo y Televisión Castilla y León. Fue fundada en 2004 con el objetivo de hacerse un hueco junto a las grandes cadenas del país (Cadena SER, COPE, Onda Cero y RNE) y después de algo más de un año de vida el Estudio general de medios cifró su audiencia por encima de los 500.000 oyentes. Sus emisiones regulares empezaron el 6 de septiembre de 2004 con la emisión de Protagonistas desde la histórica biblioteca del diario ABC. En el EGM de noviembre de 2010 obtuvo 488.000 oyentes.
Emitía a través de la radio digital DAB por el múltiplex MF-II, en TDT, FM y AM.
En algunas provincias emitía una segunda cadena bajo el nombre Punto Radio Música y Deporte Regional. En octubre de 2011, Vocento decide reestructurar la cadena. Dos de sus estrellas, Rafa Martínez-Simancas y Félix Madero, son despedidas y se suprimen las emisiones regionales en varias zonas de Andalucía, Asturias, Cantabria y Murcia. La emisora se divide en dos marcas, por un lado ABC Punto Radio, nombre provisional hasta la total transformación de la cadena en ABC Radio, y por otro lado Punto Radio Euskadi.
Esta reestructuración se hizo efectiva el día 24 de octubre, cuando la dirección de Vocento decidió relanzar la cadena bajo la marca ABC Punto Radio
En marzo de 2013, las emisoras que eran ABC Punto Radio pasaron a ser la emisora COPE u otras emisoras del mismo grupo COPE. Las que seguían siendo Punto Radio o emisora asociada siguieron de forma independiente. Las emisoras de Castilla y León que seguían siendo Punto Radio CyL y no habían pasado a ser ABC Punto Radio volvieron a ser Castilla y León Radio, y el 1 de mayo se comenzó a emitir esRadio y cuatro horas de programación de Castilla y León Radio. Las emisoras de las Islas Baleares volvieron a ser Última Hora Radio propiedad del Grup Serra, y la emisora continuó su andadura en solitario.
En Cataluña desde marzo de 2013 hasta la actualidad todas las frecuencias en FM, AM, TDT, internet, etcétera de Punto Radio, ABC Punto Radio y Onda Rambla en la actualidad se escucha COPE/Onda Rambla Cataluña y Andorra.
En Castilla y León a partir de 1 de mayo de 2013 hasta la actualidad todas las frecuencias en FM, AM, TDT, internet, etcétera de Punto Radio, ABC Punto Radio pasó a emitir esRadio Castilla y León.

## Programaciones de la cadena durante su existencia

### Generalistas
Luis del Olmo, accionista de la cadena, dirigía y presentaba el magacín de actualidad Protagonistas desde hace más de 40 años y con más de 12.000 ediciones en antena.
En enero de 2006, la periodista gallega Julia Otero se incorporó al programa para presentar su última hora. A partir de la temporada 2006/2007, Otero presentó las dos últimas horas del magacín, de 10 a 12 del mediodía. En septiembre de 2007, Punto Radio fichó a María Teresa Campos para cubrir el hueco de Julia Otero, al incorporarse esta a Onda Cero.
En septiembre de 2009, se hizo cargo del primer tramo de Protagonistas el periodista Félix Madero y Luis del Olmo.Este programa iniciaba cada mañana su emisión con un informativo de tres horas realizado por los Servicios Informativos de Punto Radio, dirigido por Félix Madero.
A partir de las 8:30 de la mañana comenzaba una tertulia en la que participan periodistas de diversas tendencias políticas, a los que a partir de las 9 de la mañana se sumaban los oyentes del programa. Entre los tertulianos del programa figuran periodistas como Isabel San Sebastián, María Antonia Iglesias, Javier Nart, Alfonso Rojo,....etc. Los viernes, el espacio de humor El jardín de los bonsáis repasaba en clave irónica la actualidad de la semana. A las 9:30 de la mañana Luis del Olmo comentaba asuntos de la jornada y, a partir de las 12 del mediodía las emisoras locales se enfocaban en la actualidad en distintos puntos geográficos
El periodista Jaume Segalés, que fue hasta la temporada 2011/2012 el encargado de dirigir el magacín "Protagonistas Madrid", presentó, tras la marcha de Ramón García, el programa los sábados y domingos. Durante la temporada 2005-2006, Concha García Campoy presentaba Campoy en su Punto, un magacín vespertino de actualidad pero, debido a sus bajas cuotas de audiencia,[cita requerida] la presentadora fue sustituida por Ramón García. En la temporada 2008-2009 Ana García Lozano se hizo cargo de las tardes con su programa Queremos Hablar continuando la emisión en la actualidad, pero como presentador Albert Castillón. El programa es emitido de lunes a viernes de 16:00 a 19:00 h.

### Deportivos
La programación deportiva de la cadena se resume en dos nombres El Mirador y El Mirador de la Liga. El primer espacio está dirigido y presentado por el jefe de deportes de la cadena Agustín Castellote, y se emite de domingo a viernes de 0:00 a 1:30. El Mirador es un espacio de información deportiva nocturno con formato de tertulia y El Mirador de la Liga que ha comenzado a emitirse en la temporada 2005/2006 es un espacio tipo carrusel destinado a las retransmisiones futbolísticas de fin de semana, está dirigido y presentado por Ángel González Ucelay.
El comunicador Fernando Martínez “Fernandisco” ejerce de animador en las retransmisiones deportivas en las que el periodista Alberto Vargas, sustituto habitual de Castellote, suele ocuparse de la narración, cuando uno de los contendientes es el Real Madrid. En el caso de los partidos que disputa el Barcelona, Quim Doménech se encarga de la narración.

### Informativos
La información en Punto Radio corría a cargo de los servicios informativos dirigidos por Javier Fernández Arribas hasta 2010, cuando fue sustituido por José Miguel Azpiroz. Entre los miembros de la redacción destacan María Eizaguirre, María José Ariza, José Antonio Piñero, Pepa Sastre, Íñigo Martínez Redín o Juan de Dios Doval, conocidos por su larga experiencia en otras medios como Radio Nacional de España, Onda Cero y la Cadena Cope. José Antonio Piñero fue responsable de la información en el fin de semana. En la temporada 2007/2008 empezó a emitirse el espacio Primera Plana. La información nacional, internacional, económica, de sociedad y cultural tiene su espacio entre las 14.00 y las 15.05 horas con 20 minutos para la información regional y local. Durante el fin de semana, José Antonio Piñero dirige Primera Plana Fin de Semana en su edición del sábado y domingo a las 7 de la mañana y 14 horas, así como una actualización-resumen del fin de semana a las 11 de la noche del domingo.
El espacio nocturno De costa a costa estuvo dirigido por Rafael Martínez-Simancas. Se trata de un informativo nocturno al uso en el que se incluye un espacio dedicado a la economía y otro al análisis y el debate. Entre sus tertulianos estaban Victoria Prego, José Antonio Zarzalejos, José Apezarena, Antonio Camacho, Edurne Uriarte o Carmen Remírez de Ganuza.

## Temporada 2011/2012
La temporada arrancó sin cambios significativos en la programación, pero sí con modificaciones importantes en la línea sonora y estrenando la nueva voz corporativa de Olmedo (antes en Antena 3 TV). Tan solo un mes después, la dirección del grupo Vocento decidió prescindir de Félix Madero y Rafa Martínez Simancas, dejando de forma provisional a Rafa Latorre y Sara Infante presentan en Protagonistas junto a Luis del Olmo. Finamente, el lunes 24 de octubre se refundó la cadena (que pasó a llamarse "ABC Punto Radio"), con nuevos programas y renovada imagen corporativa.
Se incorporan José Antonio Abellán como director de deportes, Melchor Miralles en el programa matinal Cada mañana sale el Sol e Isabel San Sebastián en el informativo nocturno titulado El contrapunto.

## Temporada 2010/2011
- Protagonistas  (con Félix Madero y Luis del Olmo) - Actualidad.
- Queremos hablar (con Albert Castillón) - magacín.
- Cinco lunas (con Rosa García Caro) – Actualidad con participación del público.
- El mirador (Con Agustín Castellote) – Deportivo.
- El mirador de la liga (con Álberto Vargas) – Deportivo.
- Protagonistas fin de semana (Con Ramón García) – magacín de actualidad.
- De costa a costa (con Pepa Sastre) – Informativo.
- Luces en la oscuridad (Con Pedro Riba) – magacín nueva era.
- Primera plana  (Con José Miguel Azpiroz) - Informativo.
- Primera plana de fin de semana (Con José Antonio Piñero) - Informativo.
- Deportes en punto (Con David Guerra) Deportivo.
- A día de hoy (con Jaume Segalés).
- Punteros (Fernando Martínez y Santiago Tejera) Tecnología.
- 'La rebotica (con Enrique Beotas).
- La buena vida (Con Elena Markínez).
- La trilla (Con Juan Quintana).
- Salimos de caza (Con Marcelo Verdeja).

## Temporada 2009/2010
- Protagonistas  (con Félix Madero y Luis del Olmo) - Actualidad.
- Queremos hablar (con Ana García Lozano) - magacín.
- Cinco lunas (con Rosa García Caro) – Actualidad con participación del público.
- El mirador (Con Agustín Castellote) – Deportivo.
- El mirador de la liga (con Ángel González Ucelay) – Deportivo.
- Protagonistas fin de semana (Con Ramón García) – magacín de actualidad.
- De costa a costa (con Pepa Sastre,) – Informativo.
- Luces en la oscuridad (Con Pedro Riba) – magacín nueva era.
- Primera plana  (Con María José Ariza) - Informativo.
- Primera plana de fin de semana (Con José Antonio Piñero) - Informativo.
- Punteros (Fernando Martínez y Santiago Tejera) Tecnología.
- A día de hoy (con Jaume Segalés).
- Salsa de chiles (Con Carlos Maribona).

## Programación de Punto Radio en la temporada 2008/2009
- Protagonistas  (con Luis del Olmo y José Antonio Piñero) - Actualidad.
- Queremos hablar (con Ana García Lozano) - magacín.
- Cinco lunas (con Rosa García Caro) – Actualidad con participación del público.
- El mirador (Con Agustín Castellote) – Deportivo.
- El mirador de la liga (con Ángel González Ucelay) – Deportivo.
- Siempre en domingo (Con Ramón García) – magacín de actualidad.
- De costa a costa (con Félix Madero,) – Informativo.
- Luces en la oscuridad (Con Pedro Riba) – magacín nueva era.
- Primera plana  (Con María José Ariza).
- Primera plana de fin de semana (Con Ander Oliden).
- Salsa de chiles (Con Carlos Maribona).
- La buena vida (Con Elena Markínez).
- Salud y calidad de vida (Con Ricardo Aparicio) –  Archivado el 16 de octubre de 2011 en Wayback Machine. Salud.
- A día de hoy (Alejandro Ávila).
- Salimos de caza (Marcelo Verdeja).
- Salimos de pesca (Marcelo Verdeja).
- Juego limpio con David Guerra.
- Nuevos ciudadanos (Sara Infante).
- La trilla (Con Juan Quintana).

## Programación de Punto Radio en la temporada 2007/2008
- Protagonistas  (con Luis del Olmo y María Teresa Campos) - Actualidad.
- La tarde de… Ramón García (con Ramón García) - magacín.
- Cinco lunas (con Rosa García Caro) – Actualidad con participación del público.
- El mirador (Con Josep Pedrerol) – Deportivo.
- La trilla (Con Juan Quintana).
- Ana en Punto Radio (Con Ana García Lozano) – magacín de actualidad.
- De costa a costa (con Félix Madero) – Informativo.
- Luces en la oscuridad (Con Pedro Riba) – magacín nueva era.
- El mirador de la liga (con David Guerra y Josep Pedrerol) – Deportivo.
- Primera plana (Con María José Ariza).
- La buena vida (Con Elena Markínez).
- Salud y calidad de vida (Con Ricardo Aparicio) –  Archivado el 16 de octubre de 2011 en Wayback Machine. Salud.
- A día de hoy (Alejandro Ávila) – magacín despertador, de entretenimiento variopinto.
- Punto Radio música (Joaquín Martín).
- Salimos de caza (Marcelo Verdeja).
- Primera plana fin de semana Con José Antonio Piñero y Bárbara Segues.
- Juego limpio con Rodrigo Fáez y Alberto Vargas.
- Nuevos ciudadanos (Sara Infante).

## Programación de Punto Radio en la temporada 2006/2007
- Protagonistas  (con Luis del Olmo y Julia Otero) - Actualidad.
- La tarde de… Ramón García (con Ramón García) - magacín.
- Cinco lunas (con Reyes Monforte) – Actualidad con participación del público.
- El mirador (Con Josep Pedrerol y Joaquín Ramos Marcos) – Deportivo.
- La trilla (Con Juan Quintana).
- Ana en Punto Radio (Con Ana García Lozano) – magacín de actualidad.
- Las dos en punto (con Javier Fernández Arribas) - Informativo.
- De costa a costa (con Félix Madero) – Informativo.
- Luces en la oscuridad (Con Pedro Riba) – magacín nueva era.
- La liga viva (con Josep Predrerol y Joaquín Ramos Marcos) – Deportivo.
- Informativos (Con Javier Fernández Arribas).
- Área del inversor (con Alejandro Ávila) – Economía.
- La buena vida (Con Elena Markinez) – Magacín La trilla (Con Juan Quintana) – Magacín sobre la gente del campo.
- Salud y calidad de vida (Con Ricardo Aparicio) – Salud.
- A día de hoy (Con Jaume Segalés y María Durán) – Magazín despertador, de entretenimiento variopinto.
- Chévere (Con Rosa García Caro) – Magacín centrado en nuevos ciudadanos españoles.

## Programación de Punto Radio en la temporada 2005/2006
- Protagonistas (con Luis del Olmo y Julia Otero).
- Las 2 en punto (con Javier Fernández Arribas).
- Campoy en su punto Concha García Campoy).
- De costa a costa (con Félix Madero).
- Economía y punto (con Jesús García).
- El mirador del deporte (con Josep Pedrerol y Joaquín Ramos Marcos).
- A las 12 en punto (con Manel Fuentes).
- Cinco lunas (con Reyes Monforte).
- A día de hoy (con Jaume Segalés).
- La buena vida (con Gabriela del Hoyo).
- Área del inversor (con Alejandro Ávila).
- Informativos Punto Radio fin de semana matinal (con José Antonio Piñero).
- Protagonistas del sábado (con Jaume Segalés).
- Las dos en punto fin de semana (con José Antonio Piñero).
- Lo mejor de la buena vida (con Agustín Herranz).
- Sara Infante (con Sara Infante).
- Salud y calidad de vida (con Ricardo Aparicio).
- La liga viva (con Josep Pedrerol y Joaquín Ramos Marcos).
- Luces en la oscuridad (con Pedro Riba).
- Punto en boca (con Ramón García).
- Ana en Punto Radio (con Ana García Lozano).
- La trilla (con Juan Quintana).
- Tal como suena (con Gonzalo Estefanía).
- Punto música. (con Manuel Puga).